# Carex sordida
Carex sordida är en halvgräsart som beskrevs av Henri Ferdinand Van Heurck och Johannes Müller Argoviensis.
Carex sordida ingår i släktet starrar och familjen halvgräs. Inga underarter finns listade i Catalogue of Life.